# Ralf Brudel
Ralf Brudel (Potsdam, 6 februari 1963) is een Oost-Duits/Duits voormalig roeier. Brudel maakte zijn debuut met een zilveren medaille in de acht tijdens de wereldkampioenschappen roeien 1982. Een jaar evenaarde Brudel deze prestatie. Bij de wereldkampioenschappen roeien 1987 werd Brudel wereldkampioen in de vier-zonder-stuurman. Bij Brudel zijn Olympische debuut tijdens de Olympische Zomerspelen 1988 won hij de gouden medaille in de vier-zonder-stuurman. Een jaar later verlengde Brudel zijn wereldtitel in de vier-zonder-stuurman tijdens de wereldkampioenschappen roeien 1989. Tijdens de Olympische Zomerspelen 1992 kwam Brudel uit voor het verenigde Duitsland en won toen de zilveren medaille in de vier-met-stuurman.

## Resultaten
- Wereldkampioenschappen roeien 1982 in Luzern  in de acht
- Wereldkampioenschappen roeien 1983 in Hazewinkel  in de acht
- Wereldkampioenschappen roeien 1985 in Hazewinkel 5e in de acht
- Wereldkampioenschappen roeien 1986 in Nottingham  in de vier-zonder-stuurman
- Wereldkampioenschappen roeien 1987 in Kopenhagen  in de vier-zonder-stuurman
- Olympische Zomerspelen 1988 in Seoel  in de vier-zonder-stuurman
- Wereldkampioenschappen roeien 1989 in Bled  in de vier-zonder-stuurman
- Wereldkampioenschappen roeien 1990 in Barrington  in de vier-zonder-stuurman
- Olympische Zomerspelen 1992 in Barcelona  in de vier-met-stuurman

1904: Arthur Stockhoff & August Erker & Albert Nasse & George Dietz ·
1908: Robert Cudmore & James Angus Gillan & Duncan Mackinnon & Robert Somers-Smith ·
1924: Charles Eley & James MacNabb & Robert Morrison & Terence Sanders ·
1928: John Lander & Michael Warriner & Richard Beesly & Edward Bevan ·
1932: John Badcock & Hugh Edwards & Jack Beresford & Rowland George ·
1936: Rudolf Eckstein & Anton Rom & Martin Karl & Wilhelm Menne ·
1948: Giuseppe Moioli & Elio Morille & Giovanni Invernizzi & Franco Faggi ·
1952: Duje Bonačić & Velimir Valenta & Mate Trojanović & Petar Šegvić ·
1956: Archibald MacKinnon & Walter D'Hondt & Lorne Loomer & Donald Arnold ·
1960: Arthur Ayrault & Ted Nash & John Sayre & Richard Wailes ·
1964: John Ørsted Hansen & Bjørn Hasløv & Erik Petersen & Kurt Helmudt ·
1968: Frank Forberger & Frank Rühle & Dieter Grahn & Dieter Schubert ·
1972: Frank Forberger & Frank Rühle & Dieter Grahn & Dieter Schubert ·
1976: Siegfried Brietzke & Andreas Decker & Stefan Semmler & Wolfgang Mager ·
1980: [[Jürgen Thiele] & Andreas Decker & Stefan Semmler] & Siegfried Brietzke ·
1984: Les O'Connell & Shane O'Brien & Conrad Robertson & Keith Trask ·
1988: Roland Schröder & Thomas Greiner & Ralf Brudel & Olaf Förster ·
1992: Andrew Cooper & Nick Green & Mike McKay & James Tomkins ·
1996: Nick Green & Drew Ginn & James Tomkins & Mike McKay ·
2000: James Cracknell & Steve Redgrave & Tim Foster & Matthew Pinsent ·
2004: Steve Williams & James Cracknell & Ed Coode & Matthew Pinsent ·
2008: Tom James & Pete Reed & Andrew Triggs-Hodge & Steve Williams ·
2012: Alex Gregory & Pete Reed & Tom James & Andrew Triggs-Hodge ·
2016: Alex Gregory & Constantine Louloudis & George Nash & Mohamed Sbihi ·
2020: Alexander Purnell & Spencer Turrin  & Jack Hargreaves  & Alexander Hill ·
2024: Nick Mead & Justin Best & Michael Grady & Liam Corrigan